# Cunning Stunts (альбом Caravan)
Cunning Stunts — шестой альбом группы кентерберийской сцены Caravan, выпущенный в 1975 году. Это был первый альбом группы с басистом Майком Веджвудом.

## Признание
В 1975 году альбом достиг 124-го места в чарте журнала Billboard и 50-го места в чарте альбомов Великобритании.

## Список композиций
Сторона один
1. «The Show of Our Lives» (Джон Мерфи, Дейв Синклер) 5:47

2. «Stuck in a Hole» (Пай Хастингс) 3:09

3. «Lover» (Майк Веджвуд) 5:06

4. «No Backstage Pass» (Пай Хастингс) 4:34

5. «Welcome the Day» (Майк Веджвуд) 4:01
Сторона два
1. «The Dabsong Conshirtoe» (Джон Мерфи, Дейв Синклер) 18:00

a) «The Mad Dabsong» 2:15
b) «Ben Karratt Rides Again» 2:42
c) «Pro’s And Con’s» 2:29
d) «Wraiks And Ladders» 0:58
e) «Sneaking Out The Bare Quare» 4:25
f) «All Sorts Of Unmentionable Things» 5:11
2. «Fear and Loathing in Tollington Park Rag» (Джеффри Ричардсон) 1:10
Бонус-треки
1. «Stuck in a Hole» (Пай Хастингс) 3:10

2. «Keeping Back My Love» (Пай Хастингс) 5:14

3. «For Richard» (Кулан, Пай Хастингс, Дейв Синклер, Ричард Синклер) 18:34

## Музыканты
- Пай Хастингс — электрическая и акустическая гитара, вокал
- Ричард Кулан — барабаны
- Дейв Синклер — клавишные
- Майк Веджвуд — бас-гитара, конги, вокал
- Джеффри Ричардсон — альт, электрогитара, флейта, свисток

Дополнительные музыканты
- Джимми Хастингс — аранжировка духовых инструментов, альт-саксофон, тенор-саксофон, кларнет